# Anton de Verdier
Anton Frithiof de Verdier (14. august 1887 – 21. april 1954) var en svensk skuespiller der medvirkede i omkring 70 danske stumfilm.
Han scenedebuterede i Stockholm. Kom kort før 1. verdenskrig til Danmark hvor han i 1912 filmdebuterede hos Kinografen i 1912 og blev indtil 1916. I 1916 kom han til Nordisk Film hvor han de følgende år blev en af selskabets mest produktive skuespillere med over 40 stumfilm. I 1927 arbejdede han for Palladium hvor han bl.a. medvirkede i en række Fy og Bi-film. Ud over omkring 70 danske stumfilm, medvirkede han også i Asta Nielsens Hamlet fra Tyskland og et mindre antal svenske stumfilm i 1923-1924. Senere medvirkede han i fem danske tonefilm fra 1932 til 1952.
Fra 1909-1918 gift gift med den svenske operettesangerinde Anna Norrie (1860-1957).

## Filmografi

### Som skuespiller
| - Skovsøens Datter (som kunstmaler; ukendt instruktør, 1912) - Dr. Nicholson og den blaa Diamant (som Grev Jules de Barton; ukendt instruktør, 1913) - Det store Kup (som Løjtnant Egan; ukendt instruktør, 1913) - Miraklet (som Grosserer Brun; ukendt instruktør, 1913) - Bristede Strenge (som doktor Holm; ukendt instruktør, 1913) - En farlig Forbryderske (instruktør Eduard Schnedler-Sørensen, 1913) - Chaufførens Hemmelighed (som John Bang, grosserer; ukendt instruktør, 1913) - Kattebaronessen (som Dr. Holmer; ukendt instruktør, 1913) - Mørkets Gerninger (som William Brown, James' nevø; ukendt instruktør, 1913) - Den Rette (som Oluf Brockdorf, hofjægermesterens søn; ukendt instruktør, 1913) - De listige Friere (som Stud. jur. Borch; instruktør Vilhelm Petersen, 1913) - I Tronens Skygge (som Prins Otto; instruktør Einar Zangenberg, 1914) - Elskovsbarnet (som Paul Harder; instruktør Einar Zangenberg, 1914) - Tiger-Komtessen (som Jean, kusk hos Ørnskjolds; ukendt instruktør, 1914) - Gyldne Lænker (som Felix Garman, kunstmaler; instruktør Alfred Cohn, 1914) - Statens Kurér (som von Hohenberg, gesandt; instruktør Einar Zangenberg, 1915) - Fangen paa Zora (som Løjtnant Egan, Dagmars forlovede; ukendt instruktør, 1915) - Under Galgen (som Løjtnant Sparre; ukendt instruktør, 1915) - Det indiske Gudebillede (som John Schmidt, læge; ukendt instruktør, 1915) - En Ungdomssynd (som Axel Linde, savværksejer, Agnetes onkel; ukendt instruktør, 1915) - Den dræbende Gift (som Ralph Carstone, nervelæge; ukendt instruktør, 1915) - Hvor Sorgerne glemmes (som Ernst Nebelong, Cecilies fætter; instruktør Holger-Madsen, 1915) - Gaardsangersken (som Tardmo, impresario; instruktør Alfred Cohn, 1916) - En Æresoprejsning (som Ernst Vang, ingeniør; instruktør Holger-Madsen, 1916) - De mystiske Z-Straaler (som Karsakow, danser; instruktør George Schnéevoigt, 1916) - Syndig Kærlighed (som Grev Gerner von Heyden; instruktør August Blom, 1916) - Selskabsdamen (som Kaptajn Carr; instruktør Martinius Nielsen, 1916) - Bladkongen (som Baron Crone; instruktør Alexander Christian, 1916) | - Maaneprinsessen (som Henry Burns, kunstmaler; instruktør Holger-Madsen, 1916) - Fristerinden (som Knud, stud. theol., Linds søn; ukendt instruktør, 1916) - Guldets Gift (som Herbert, billedhugger, Granths søn; instruktør Holger-Madsen, 1916) - Rovedderkoppen (som Ritmester Telman; instruktør August Blom, 1916) - En Skilsmisse (som Dr. med. Bourgé; instruktør Martinius Nielsen, 1916) - Grevinde Hjerteløs (som Stefan; instruktør Holger-Madsen, 1916) - Gentlemansekretæren (som William Readburn, Cecils nevø; instruktør Martinius Nielsen, 1916) - Værelse Nr. 17 (som Dr. med. Martin Bulwer; instruktør Alexander Christian, 1916) - En Søns Kærlighed (som Grev von Warberg; instruktør Hjalmar Davidsen, 1916) - Pax æterna (som Malcus, stud. fra nabostaten; instruktør Holger-Madsen, 1917) - Under Kærlighedens Aag (som George Brown, ingeniør; instruktør Alexander Christian, 1917) - Nattevandreren (som Edison Mac; instruktør Holger-Madsen, 1917) - Nattens Mysterium (som Chas Lee; instruktør Holger-Madsen, 1917) - Mand mod Mand (som Hugo Burnes, kunstmaler; instruktør Alexander Christian, 1917) - Den sorte Kugle (som John Allin, ingeniører; instruktør Martinius Nielsen, 1917) - Synd skal sones (instruktør Alexander Christian, 1917) - Midnatssjælen (som Bodo Marlow, læge, Franz' nevø; instruktør Martinius Nielsen, 1917) - De mystiske Fodspor (som Carl, grevindens søn; instruktør A.W. Sandberg, 1918) - Pigen fra Klubben (som Percy Burden, forgældet; instruktør Eduard Schnedler-Sørensen, 1918) - Glædens Dag (som Richard, Johannes' søn; instruktør Alexander Christian, 1918) - I Opiumets Magt (som Charles Hugon, Lisons forlovede; instruktør Robert Dinesen, 1918) - Gar el Hama V (som Bankier E. Stevens; instruktør Robert Dinesen, 1918) - For Barnets Skyld (som Teggy Rawdon; instruktør Robert Dinesen, 1918) - Pigespejderen (som Godsejer Palle Frank; instruktør Lau Lauritzen Sr., 1918) - Magasinets Datter (instruktør August Blom, instruktør Thorleif Lund, 1918) - Avisdrengen (som Freddy Pichon, godsforvalterens søn; instruktør Eduard Schnedler-Sørensen, 1918) | - Kærlighed overvinder Alt (som Benny, godsejerens søn; instruktør Alfred Kjærulf, 1919) - Krigsmillionæren (som Erik Vang; instruktør Emanuel Gregers, 1919) - Hans Kones Veninde (som Kai Wenge; instruktør Lau Lauritzen Sr., 1919) - En Kunstners Gennembrud (som Gallis, læge; instruktør Holger-Madsen, 1919) - Fattigdrengen (som Grev Rufio von Spazzetti; instruktør Alexander Christian, 1919) - Mod Lyset (som Sandro Grec; instruktør Holger-Madsen, 1919) - Hamlet (som Laertes, Polonius' søn; instruktør Svend Gade, Heinz Schall, 1921; tysk produktion) - Johan Ulfstjerna (instruktør John W. Brunius; 1923; svensk produktion) - Carl XII:s kurir (som Carl XII; instruktør Rudolf Anthoni; 1924; svensk produktion) - Gösta Berlings saga (instruktør Mauritz Stiller; 1924; svensk produktion) - Stamherren (som Amtmanden; instruktør Emanuel Gregers, 1925) - Det sovende Hus (som Generalkonsul Falck; instruktør Guðmundur Kamban, 1926) - Maharajahens Yndlingshustru (som Langfelt, godsejer; instruktør A.W. Sandberg, 1926) - Tordenstenene (som Inspektør Rostow; instruktør Lau Lauritzen Sr., 1927) - Kraft og Skønhed (instruktør Lau Lauritzen Sr., 1928) - Hallo! Afrika forude! (som Lord Wednesbury; instruktør Lau Lauritzen Sr., 1929) - Kys, Klap og Kommers (som en ukendt instruktør; instruktør Lau Lauritzen Sr., 1929) - Hotell Paradisets hemlighet (instruktør George Schnéevoigt; 1931; svensk produktion) - Hr. Tell og Søn (som teaterdirektør; instruktør Lau Lauritzen Sr., 1930) - Fy og Bi i Kantonnement (som Obersten; instruktør Lau Lauritzen Sr., 1931) - Krudt med Knald (som en skummel herre; instruktør Lau Lauritzen Sr., 1931) - Københavnere (som fabrikant Steen; instruktør Lau Lauritzen Sr., 1933) - De bør forelske Dem (som sekretær Stone; instruktør Lau Lauritzen Sr., 1935) - John og Irene (som Hotelportier i Stockholm; instruktør Asbjørn Andersen, Anker Sørensen, 1949) - Vejrhanen (som Sjøberg, medl. af kommunalbestyrelse; instruktør Lau Lauritzen Jr., 1952) |

### Som manuskriptforfatter
- Tiger-Komtessen (ukendt instruktør, 1914)